# Remember Me (22 Previously Unissued Tracks)
Remember Me (22 Previously Unissued Tracks) è un CD raccolta di Otis Redding, pubblicato dalla Stax Records nel 1992. Il disco raccoglie materiale inedito, brani alternativi, versioni stereo di materiale già pubblicato ma in versione mono, false partenze (come nel celebre Sittin' on the Dock of the Bay) e perfino una canzone usata come spot radiofonico a carattere sociale (negli Stati Uniti) contro il precoce abbandono scolastico (Stay in School).

## Tracce
1. Trick of Treat – 3:14 (Isaac Hayes, David Porter) – Brano inedito
2. Loving by the Pound – 2:25 (Otis Redding) – Take 1, brano inedito
3. There Goes My Baby – 2:21 (Benjamin Nelson, George Treadwell, Lover Patterson, Mike Stoller, Jerry Leiber) – Versione stereo, brano inedito
4. Remember Me – 2:26 (Otis Redding) – Brano inedito
5. Send Me Some Lovin' – 2:16 (Leo Price, John Marascalco) – Versione stereo, brano inedito
6. She's All Right – 2:00 (Otis Redding, James McEachin) – Brano inedito
7. Cupid – 3:07 (Sam Cooke) – Versione stereo
8. The Boston Monkey – 2:44 (Otis Redding, Steve Cropper, Isaac Hayes, Deanie Parker, Donald Duck Dunn, Newman, Andrew Love, Al Jackson Jr.) – Versione stereo, brano inedito
9. Don't Be Afraid of Love – 3:22 (Otis Redding, Oscar Mack, Phil Walden) – Brano inedito
10. Little Ol' Me – 3:11 (Otis Redding, Steve Cropper) – Brano inedito
11. Pounds and Hundreds [LBs+100s] – 2:19 (Otis Redding, Steve Cropper) – Brano inedito
12. You Got Good Lovin' – 2:57 (Otis Redding) – Brano inedito
13. Gone Again – 2:22 (Otis Redding, Joe Rock) – Brano inedito
14. I'm Coming Home – 3:00 (Otis Redding) – Brano inedito
15. (Sittin' on) The Dock of the Bay – 2:51 (Otis Redding, Steve Cropper) – Versione stereo, Take 1, versione inedita
16. (Sittin' on) The Dock of the Bay – 2:42 (Otis Redding, Steve Cropper) – Versione stereo, Take 2, versione inedita
17. Respect – 1:53 (Otis Redding) – Alternate, inedito
18. Open the Door – 2:26 (Otis Redding) – Alternate, inedito
19. I've Got Dreams to Remember – 3:33 (Otis Redding, Zelma Redding) – Take 2, versione inedita
20. Come to Me – 2:16 (Phil Walden, Otis Redding) – Alternate, versione inedita
21. Try a Little Tenderness – 3:59 (Reginald Connelly, Harry Woods, James Campbell) – Take 1, versione inedita
22. Stay in School – 1:11 (Otis Redding) – Stax A-11

## Musicisti
- Otis Redding - voce
- Steve Cropper - chitarra, pianoforte
- John Jenkins - chitarra
- Booker T. Jones - tastiere, organo, pianoforte
- Isaac Hayes - tastiere, pianoforte
- Donald Dunn - basso
- Al Jackson Jr. - batteria
- Wayne Jackson - tromba
- Andrew Love - sassofono
- Floyd Newman - sassofono[1]